# Ясторяни
Ясторяни (на гръцки: Πολύπετρο, Полипетро, катаревуса Πολύπετρον, до 1927 година Γιαστόργιαννη, Ясторяни) е бивше село в Гърция, част от дем Доксат на област Източна Македония и Тракия.

## География
Селото се е намирало в планината Ярум Кая, на 470 m надморска височина, източно от Органджи (Кирия).

## История
В началото на XX век селото е турско. След изселването на турците в средата на 20-те години по Лозанския договор, в селото са заселени двадесетина семейства гърци бежанци с 94 души. В 1927 година името на селото е сменено на Полипетрон. Селото пострадва през Втората световна война и после не е обновено.
| Година    | 1913 | 1920 | 1928 | 1940 | 1951 | 1961 | 1971 | 1981 | 1991 | 2001 | 2011 | 2021 |
| --------- | ---- | ---- | ---- | ---- | ---- | ---- | ---- | ---- | ---- | ---- | ---- | ---- |
| Население | 290  | 241  | 94   | 99   |      |      |      |      |      |      |      |      |